# Kępa (Beskid Żywiecki)
Kępa (1519 m) – jedna z kulminacji masywu Babiej Góry w Beskidzie Żywiecko-Orawskim. Znajduje się we wschodniej grani Diablaka, pomiędzy Gówniakiem (1617 m) a Sokolicą (1367 m). Północne stoki są w górnej części znacznie bardziej strome niż południowo-wschodnie. Za Kępą w (kierunku Diablaka) znajduje się 300 m długości wypłaszczenie zwane Zarubanym.
W marcu 1944 na północnych stokach Kępy podczas przymusowego lądowania w kosodrzewinie rozbił się niemiecki samolot transportowy Junkers Ju52/3m. Z trzech członków załogi dwóch przeżyło ten wypadek. Niemcy wymontowali z niego ważniejsze urządzenia, a wrak wysadzili w powietrze.
Kępa znajduje się w piętrze kosodrzewiny i jest niemal całkowicie porośnięta kosodrzewiną. Prowadzi przez nią czerwono znakowany i licznie przez turystów odwiedzany szlak turystyczny z Krowiarek na szczyt Babiej Góry (Diablaka). Jest to odcinek Głównego Szlaku Beskidzkiego. Po prawej stronie tego szlaku (patrząc od dołu), w kosodrzewinie, na odcinku od Kępy do Gówniaka, znajduje się rów grzbietowy zwany Zimną Dolinką, a w nim niewidoczny ze szlaku turystycznego Zimny Stawek.
Kępa znajduje się w Babiogórskim Parku Narodowym. Biegnie przez nią granica między wsiami Zawoja w powiecie suskim i Lipnica Wielka w powiecie nowotarskim.

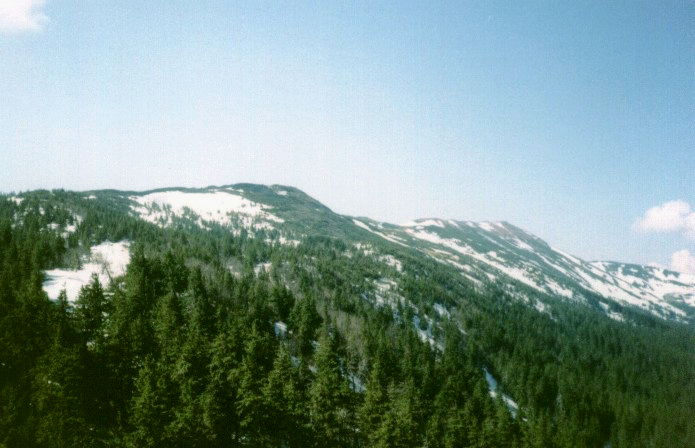
Kępa (po lewej) – widok z Sokolicy

## Szlaki turystyczne
Krowiarki – Sokolica – Kępa – Gówniak – Diablak